# Új-zélandi labdarúgó-bajnokság (első osztály)
A 2021-ben létrehozott New Zealand National League, Új-Zéland első számú labdarúgó-bajnoksága. Az Új-zélandi labdarúgó-szövetség, 10 csapat részvételével rendezi meg minden évben. Az először 2004-ben alapított Premiership győztese és második helyezettje, egy ún. Grand Final mérkőzésen dönti el a Bajnokok Ligája részvételt. 2021-ben újraszervezték a bajnokságot, a liga a New Zealand National League nevet viseli.

## A 2015-ös szezon résztvevői
| Csapat           | Alapítás éve | Város          | Stadion               | Kapacitás |
| ---------------- | ------------ | -------------- | --------------------- | --------- |
| Auckland City    | 2004         | Auckland       | Kiwitea Street        | 3 500     |
| Canterbury       | 2004         | Christchurch   | ASB Football Park     | 3 000     |
| Hawke's Bay      | 2004         | Napier         | Bluewater Stadion     | 5 000     |
| Southern United  | 2004         | Dunedin        | Forsyth Barr Stadion  | 30 748    |
| Team Wellington  | 2004         | Wellington     | David Farrington Park | 2 000     |
| WaiBOP United    | 2004         | Cambridge      | John Kerkhof Park     | 1 200     |
| Waitakere United | 2004         | Waitakere City | Fred Taylor Park      | 4 000     |
| Wanderers        | 2013         | Auckland       | North Harbour Stadion | 25 000    |
| Phoenix          | 2014         | Wellington     | Newtoen Park          | 5 000     |

## Az eddigi győztesek
| - 1970 : Blockhouse Bay (Auckland) - 1971 : Eastern Suburbs (Auckland) - 1972 : Mount Wellington (Wellington) - 1973 : Christchurch United (Christchurch) - 1974 : Mount Wellington (Wellington) - 1975 : Christchurch United (Christchurch) - 1976 : Wellington United (Wellington) - 1977 : North Shore United (Auckland) - 1978 : Christchurch United (Christchurch) - 1979 : Mount Wellington (Wellington) - 1980 : Mount Wellington (Wellington) - 1981 : Wellington United (Wellington) - 1982 : Mount Wellington (Wellington) - 1983 : Manurewa (Auckland) - 1984 : Gisborne City (Gisborne) - 1985 : Wellington United (Wellington) - 1986 : Mount Wellington (Wellington) - 1987 : Christchurch United (Christchurch) - 1988 : Christchurch United (Christchurch) - 1989 : Napier City Rovers (Napier) - 1990 : Waitakere City (Waitakere City) - 1991 : Christchurch United (Christchurch) - 1992 : Waitakere City (Waitakere City) | - 1993 : Napier City Rovers (Napier) - 1994 : North Shore United (Auckland) - 1995 : Waitakere City (Waitakere City) - 1996 : Waitakere City (Waitakere City) - 1997 : Waitakere City (Waitakere City) - 1998 : Napier City Rovers (Napier) - 1999 : Central United (Auckland) - 2000 : Napier City Rovers (Napier) - 2001 : Central United (Auckland) - 2002 : Miramar Rangers (Wellington) - 2003 : Miramar Rangers (Wellington) - 2004 : nem avattak bajnokot | - 2004-2005 : Auckland City (Auckland) - 2005-2006 : Auckland City (Auckland) - 2006-2007 : Auckland City (Auckland) - 2007-2008 : Waitakere United (Waitakere City) - 2008-2009 : Auckland City (Auckland) - 2009-2010 : Waitakere United (Waitakere City) - 2010-2011 : Waitakere United (Waitakere City) - 2011-2012 : Waitakere United (Waitakere City) - 2012-2013 : Waitakere United (Waitakere City) - 2013-2014 : Auckland City (Auckland) - 2014-2015 : Auckland City (Auckland) - 2015-2016 : Auckland City (Auckland) - 2016-2017 : Auckland City (Auckland) - 2017-2018 : Auckland City (Auckland) |

## A legsikeresebb klubok
| Klub                                    | Bajnoki cím |
| --------------------------------------- | ----------- |
| Auckland City                           | 9           |
| Christchurch United                     | 6           |
| Mount Wellington                        | 6           |
| Waitakere United                        | 5           |
| Waitakere City                          | 5           |
| Hawke's Bay United (Napier City Rovers) | 4           |
| Wellington United                       | 3           |
| Miramar Rangers                         | 2           |
| North Shore United                      | 2           |
| Central United                          | 2           |
| Blockhouse Bay                          | 1           |
| Eastern Suburbs                         | 1           |
| Manurewa                                | 1           |
| Gisborne City                           | 1           |

- (A félkövérrel jelölt csapatok a Premiership tagjai).